# John Hill (Politiker, 1797)
John Hill (* 9. April 1797 bei Germanton, Stokes County, North Carolina; † 24. April 1861 in Raleigh, North Carolina) war ein US-amerikanischer Politiker. Zwischen 1839 und 1841 vertrat er den Bundesstaat North Carolina im US-Repräsentantenhaus.

## Werdegang
Nach einer guten Grundschulausbildung studierte John Hill bis 1816 an der University of North Carolina in Chapel Hill. Danach betätigte er sich als Pflanzer. Außerdem war er 30 Jahre lang Gerichtsdiener am Bezirksgericht des Stokes County. Ferner schlug er eine politische Laufbahn ein. Zwischen 1819 und 1823 war er Abgeordneter im Repräsentantenhaus von North Carolina; zwischen 1823 und 1825 sowie in den Jahren 1830 und 1831 saß er im Staatssenat. Dabei wurde er Mitglied der 1828 gegründeten Demokratischen Partei.
Bei den Kongresswahlen des Jahres 1838 wurde Hill im neunten Wahlbezirk von North Carolina in das US-Repräsentantenhaus in Washington, D.C. gewählt, wo er am 4. März 1839 die Nachfolge von Augustine Henry Shepperd antrat. Bis zum 3. März 1841 konnte er eine Legislaturperiode im Kongress absolvieren. 1850 wurde er Verwaltungsangestellter beim Senat von North Carolina. Im Jahr 1861 war er Delegierter auf einer Versammlung zur Überarbeitung der Staatsverfassung. Er starb am 24. April 1861 in Raleigh.